# Arnaldo Ginna
Arnaldo Ginna, pseudonimo di Arnaldo Ginanni Corradini (Ravenna, 7 maggio 1890 – Roma, 26 settembre 1982), è stato un pittore, scultore e regista italiano.

## Biografia
Il libro, mezzo assolutamente passatista di conservare e comunicare il pensiero, era da molto tempo destinato a scomparire come le cattedrali, le torri, le mura merlate, i musei e l'ideale pacifista. […] Il cinematografo futurista che noi prepariamo, deformazione gioconda dell'universo, sintesi alogica e fuggente della vita mondiale, diventerà la migliore scuola per i ragazzi: scuola di gioia, di velocità, di forza, di temerarietà e di eroismo. 

[…] La nostra azione è legittima e necessaria, in quanto il cinematografo fino ad oggi "è stato, e tende a rimanere, profondamente passatista", mentre noi vediamo in esso la possibilità di un'arte eminentemente futurista "e il mezzo di espressione più adatto alla plurisensibilità di un artista futurista". Salvo i films interessanti di viaggi, cacce, guerre, ecc., non hanno saputo infliggerci che drammi, drammoni e drammetti passatissimi.

[…] I nostri film saranno:

1. Analogie cinematografiche  - usando la realtà direttamente come uno dei due elementi dell'analogia. Esempio: Se vorremo esprimere lo stato angoscioso di un nostro protagonista invece di descriverlo nelle sue varie fasi di dolore daremo un'equivalente impressione con lo spettacolo di una montagna frastagliata e cavernosa. 

2. Poemi, discorsi e poesie cinematografati.

3. Simultaneità e compenetrazioni di tempi e luoghi diversi cinematografati. Daremo nello stesso istante-quadro due o tre visioni differenti l'una accanto all'altra.

4. Ricerche musicali cinematografate (dissonanze, accordi, sintonie di gesti fatti, colori, linee, ecc.).

5. Stati d'animo sceneggiati cinematografati.

6. Esercitazioni quotidiane per liberarsi dalla logica cinematografate.

7. Drammi di oggetti cinematografati (oggetti animati, umanizzati, truccati, vestiti, passionalizzati, civilizzati, danzati). Oggetti tolti dal loro ambiente abituale e posti in una condizione anormale che, per contrasto, mette in risalto la loro stupefacente costruzione e vita non umana. 

[...]

11. Drammi di sproporzioni cinematografate (un uomo che avendo sete tira fuori una minuscola cannuccia la quale si allunga ombellicamente fino ad un lago e lo asciuga di colpo). 
Milano, 11 settembre 1916

Testo integrale del manifesto
Nato a Campiano (frazione di Ravenna), era figlio del conte Tullio Ginanni Corradini (che fu anche sindaco di Ravenna) e fratello dello scrittore Bruno Corra (gli pseudonimi Ginna e Corra vennero suggeriti da Giacomo Balla per assonanza con le parole ginnastica e correre). Studiò all'Accademia delle Belle Arti di Ravenna, diplomandosi poi a Firenze.
Attratto dalle scienze occulte, dalla teosofia e dalle filosofie orientali, nel 1910 pubblicò insieme al fratello Metodo e vita nova. In Arte dell'avvenire teorizzò una pittura non figurativa quale musica cromatica, ossia traduzione di sentimenti e stati d'animo in suoni e colori.
Un importante momento per la sua ricerca artistica fu il precoce incontro con il gruppo futurista a Milano in casa di Tommaso Marinetti, gruppo che comprendeva tra gli altri Boccioni, Carrà e Russolo.
A differenza di tale gruppo, interessato all'aspetto dinamico della pittura, sviluppò una propensione ad una pittura di puro colore, con forti inflessioni spiritualistiche.
Tra il 1910 e il 1912 realizzò insieme a Corra alcuni cortometraggi astratti, utilizzando il colore direttamente sulla pellicola non trattata — opere andate distrutte durante la seconda guerra mondiale in un bombardamento aereo su Milano. Quelle cinepitture, costituite da sovrapposizione di puntini colorati, erano a commento di opere musicali di Mendelsshon e composizioni astratte per sinfonie d'avanguardia.
Partecipò all'«Esposizione di pittura e scultura» del 1912 presso la Società di belle arti di Firenze, esponendo le opere Nevrastenia (1908) e Passeggiata romantica (1909). Nell'aprile del 1914 partecipò all'«Esposizione libera futurista internazionale», organizzata presso la Galleria Sprovieri a Roma.
Nel 1915 pubblicò il testo Pittura dell'avvenire e, assieme al fratello, la sintesi teatrale Alternazione di carattere nel Teatro futurista sintetico (Marinetti, Settimelli e Corra). Fissata la residenza a Firenze, oltre all'attività artistica vera e propria, si cimentò in attività teoriche scrivendo trattati sul costume e sull'occultismo, testi politici e narrativi. Nel 1916 produsse e diresse il film Vita Futurista, in collaborazione con Corra, Balla e Marinetti (oggi del film non rimangono che pochi fotogrammi). Dopo la fine delle riprese, nell'agosto dello stesso anno scrisse il Manifesto della cinematografia futurista che, supervisionato da Marinetti, fu pubblicato l'11 settembre a Milano.
Nel 1919 pubblicò il pre-surrealista Le locomotive con le calze, con prefazione di Corra e disegni sia propri sia di Rosa Rosà. Nello stesso anno partecipò alla «Grande esposizione nazionale futurista», allestita a Milano, Genova e Firenze. Dal 1918 al 1920 collaborò con la rivista Roma Futurista e negli anni venti e trenta con L'Impero e con Oggi e Domani. Nel 1927 diresse il periodico di medicina naturista Il Nuovo.
In seguito collaborò alla rivista Futurismo di Somenzi, nella quale fu pubblicato a puntare il suo libro L'uomo futuro. Nel 1937 pubblicò L'idea presentista. Nel 1938 firmò con Marinetti il manifesto La cinematografia.
Concluso il periodo futurista, continuò a dipingere, sempre nel suo stile astratto-occultista, fino agli anni sessanta. Collaborò inoltre a numerose testate come critico d'arte e cinematografico. Morì nel 1982.